# Tuba
La tuba o bajo es el mayor de los instrumentos de viento-metal y sus antecesores son el serpentón y el oficleido. Es uno de los instrumentos más recientemente añadidos a la orquesta sinfónica moderna, aparecido en 1835 con Wilhelm Friedrich Wieprecht y Johann Gottfried Moritz, sustituyendo al oficleido del siglo XVIII. El sonido se produce gracias a la vibración de los labios del intérprete en la parte denominada boquilla a partir de la columna del aire (flujo del aire). La primera vez que se utilizó la tuba moderna en una orquesta sinfónica fue en El anillo del nibelungo de Richard Wagner.
Gracias a su versatilidad permite utilizarla para reforzar cuerdas y vientos de madera o, cada vez más, como instrumento para solos.
Las tubas también son utilizadas en bandas y en conjuntos de viento, en cuyo caso se utilizan dos instrumentos de cada una de las tres afinaciones: 
Do, mi♭ y si♭. La tuba es un instrumento hecho principalmente de latón lacado, si estirásemos una tuba mediría alrededor de siete metros y utiliza una boquilla de un tamaño aproximado de 2,41 cm y en forma de copa en su interior, las tubas pueden ser de cilindros o de pistones, los cuales agrandan en sonido, pero los cilindros aumentan la velocidad.
En manos habilidosas, es un instrumento capaz de cubrir un amplio campo de sonidos (más de 4 octavas) y extraordinariamente ágil.
Existen varias afinaciones dentro de las tubas; las más comunes son fa, mi♭, do o si♭.
La tuba más común es la tuba contrabajo, afinada en do o si♭.
El eufonio o Bombardino, también llamado tuba tenor, se afina en si♭, es otra octava más agudo.
Cuando hay una tuba afinada en do, se le denomina también tuba francesa, la cual posee 6 pistones o válvulas.
La tuba puede llegar a tener hasta seis pistones o válvulas (cuatro de digitación normal más dos de transpositores de medio tono y tono de afinación), aunque las más comunes son las que tienen cuatro. 
También se fabrican modelos de tres válvulas, aunque suelen ser para principiantes. Algunos modelos especiales tienen solo dos válvulas. Nótese que a pesar de tener tan reducido número de pistones, la tuba abarca un espectro tan amplio de sonidos porque con cada posición de los pistones se pueden tocar notas diferentes según la forma y fuerza de hacer vibrar los labios del instrumentista en cada cambio de pasaje o tesitura, respectivamente.

## Tipos y construcción

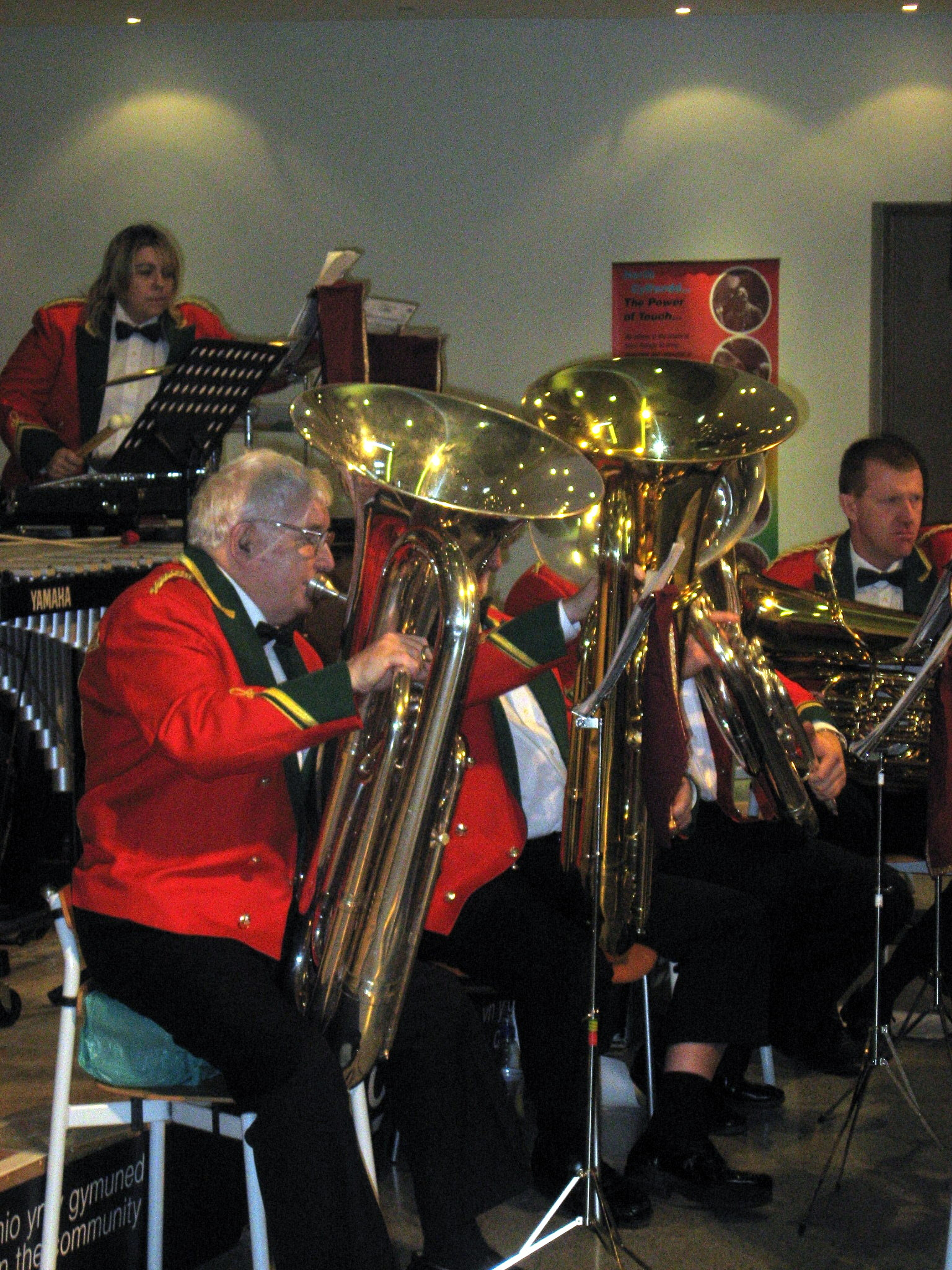
Sección de tubas (conocida como "sección de bajos") en una British style brass band, formada por dos tubas en Mi♭ y dos tubas en BB♭.

Las tubas se encuentran en varias tonalidades, más comúnmente en Fa, Mi bemol, Do, o Si bemol. La tonalidad de una tuba depende del tono fundamental del instrumento, o nota fundamental en la serie de sobretono (también llamados parciales) disponible sin que se pulse ninguna válvula. Las tubas de distintas tonalidades utilizan tubos de distinta longitud. El tubo principal de una tuba en Si♭ tiene una longitud aproximada de 18 pies (5,5 m), mientras que el de una tuba en Do es de 16 pies (4,9 m), el de una tuba en Mi♭ 13 pies (4 m) y el de una tuba en Fa 12 pies (3,7 m). El instrumento tiene un agujero cónico, lo que significa que el diámetro del agujero aumenta en función de la longitud del tubo desde la boquilla hasta la campana. El calibre cónico hace que el instrumento produzca una preponderancia de los armónicos de orden par.
Una tuba con el tubo envuelto para colocar el instrumento en el regazo del músico suele llamarse tuba de concierto o simplemente tuba. Las tubas con la campana apuntando hacia delante (pavillon tournant) en lugar de hacia arriba suelen llamarse tubas de grabación debido a su popularidad en los primeros tiempos de la música grabada, ya que su sonido podía dirigirse más fácilmente al micrófono de grabación. Cuando se envuelve para rodear el cuerpo para las bandas de caballería a caballo o en marcha, se conoce tradicionalmente como helicon. El sousaphone moderno, llamado así por el maestro de la banda estadounidense John Philip Sousa, se asemeja a un helicon con la campana apuntando hacia arriba (en los modelos originales como el prototipo de J. W. Pepper y los instrumentos de concierto de Sousa) y luego curvado para apuntar hacia adelante (como fue desarrollado por Conn y otros). Algunos ancestros de la tuba, como el "bombardón" militar, tenían una disposición de válvulas y orificios poco habitual en comparación con las tubas modernas.
Durante la guerra civil estadounidense, la mayoría de las bandas de música utilizaban una rama de la familia de los metales conocida como saxhorns, que, según los estándares actuales, tienen un diámetro interior más estrecho que el de la tuba, igual que las verdaderas cornetas y baritones, pero distinto al de las trompetas, bombardinos y otros con un diámetro interior diferente o sin él. Alrededor del comienzo de la Guerra Civil, los saxofones fabricados para uso militar en los EE. UU. fueron comúnmente envueltos con la campana apuntando hacia atrás sobre el hombro del jugador, y estos fueron conocidos como saxofones sobre el hombro, y vinieron en tamaños desde cornetas hasta bajos Mi bemol. Sin embargo, el bajo Mi bemol, aunque compartía la misma longitud de tubo que una tuba moderna Mi bemol, tiene un diámetro interior más estrecho y, como tal, no puede llamarse con el nombre de tuba, salvo por conveniencia al compararlo con otros tamaños de saxofón.
La mayor parte de la música para tuba está escrita en clave de faena en tono de concierto, por lo que los tubistas deben conocer las digitaciones correctas para sus instrumentos específicos. Las piezas tradicionales para la tuba están escritas en clave de sol, con la tuba en si bemol sonando dos octavas y un paso por debajo y la tuba en mi bemol sonando una octava y una sexta mayor por debajo del tono escrito. Esto permite a los músicos cambiar de instrumento sin tener que aprender nuevas digitaciones para la misma música escrita. En consecuencia, cuando su música está escrita en clave de sol, la tuba es un instrumento transpositor, pero no cuando la música está en clave de Fa.
Las tubas de tono más bajo son las tubas de contrabajo', afinadas en Do o Si♭, denominadas tubas CC y BB♭ respectivamente, basándose en una distorsión tradicional de una convención de denominación de octavas ya obsoleta. El tono fundamental de una tuba CC es de 32 Hz, y el de una tuba BBbemol, de 29 Hz. La tuba CC se utiliza como instrumento orquestal y de banda de concierto en los Estados Unidos, pero las tubas BB bemol son la tuba de contrabajo preferida en las orquestas alemanas, austriacas y rusas. En Estados Unidos, la tuba BB bemol es la más común en las escuelas (en gran parte debido al uso de sousafones BB bemol en las bandas de música de high school y para los aficionados adultos. Muchos profesionales en los Estados Unidos tocan tubas CC, con BB bemol también común, y muchos entrenan en el uso de los cuatro tonos de las tubas.

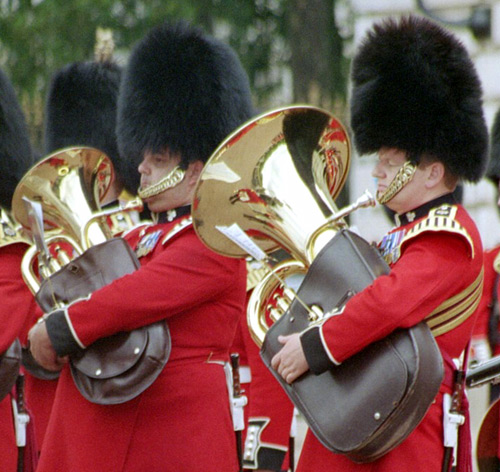
Comparación de bombardino (izquierda) y tuba (derecha)

Las siguientes tubas más pequeñas son las tubas bajas, afinadas en Fa o Mi♭ (una cuarta por encima de las tubas de contrabajo). (una cuarta por encima de las tubas de contrabajo). La tuba en mi bemol suele tocar una octava por encima de las tubas de contrabajo en las bandas de música, y la tuba en fa es utilizada habitualmente por los intérpretes profesionales como instrumento solista y, en Estados Unidos, para tocar partes más altas del repertorio clásico (o partes que fueron escritas originalmente para la tuba en fa, como es el caso de Berlioz). En la mayor parte de Europa, la tuba en Fa es el instrumento orquestal estándar, complementado por la CC o el BB bemol sólo cuando se desea el peso extra. Wagner, por ejemplo, anota específicamente las partes de tuba baja para la Kontrabasstuba, que se tocan con tubas CC o BB bemol en la mayoría de las regiones. En el Reino Unido, la tuba E bemol es la tuba orquestal estándar.
El bombardino se denomina a veces tuba tenor y está afinado en Si bemol, una octava más alta que la tuba contrabajo BB♭. El término "tuba tenor" se utiliza a menudo de forma más específica para referirse a las tubas con válvula rotativa en Si♭ afinadas en la misma octava que los bombardinos. La "Pequeña Tuba Suiza en Do" es una tuba tenor afinada en Do, y provista de 6 válvulas para hacer posible las notas más bajas del repertorio orquestal. La tuba francesa en Do fue el instrumento estándar en las orquestas francesas hasta que fue superada por las tubas en Fa y Do desde la Segunda Guerra Mundial. Un ejemplo popular del uso de la tuba francesa en Do es el movimiento Bydło de la orquestación de Ravel de la obra de Músorgski Cuadros de una exposición, aunque el resto de la obra también está anotada para este instrumento.
BBB♭ más grande Existen tuba subcontrabajo, pero son extremadamente raras (hay al menos cuatro ejemplos conocidos). Las dos primeras fueron construidas por Gustave Besson en BBB♭, una octava por debajo de la BB♭ Contrabass tuba, por sugerencia de John Philip Sousa. Los instrumentos monstruosos no se completaron hasta justo después de la muerte de Sousa. Más tarde, en la década de 1950, el músico británico Gerard Hoffnung encargó a la firma londinense Paxman la creación de una tuba subcontrabajo en EEE♭ para utilizarla en sus festivales de música cómica. Además, una tuba afinada en FFF fue fabricada en Kraslice por Bohland & Fuchs probablemente durante 1910 o 1911 y fue destinada a la Exposición Mundial de Nueva York en 1913. Se necesitan dos instrumentistas, uno para accionar las válvulas y otro para soplar en la boquilla.

### Tamaño vs. tono
Además de la longitud del instrumento, que dicta el tono fundamental, las tubas también varían en la anchura total de las secciones de los tubos. Los tamaños de las tubas se suelen indicar con un sistema de cuartos, con 4⁄4 designando una tuba normal de tamaño completo. Los instrumentos rotatorios más grandes se conocen como kaisertubas y suelen denominarse 5⁄4. Las tubas de pistón más grandes, en particular las de acción frontal, se conocen a veces como grandes tubas orquestales (ejemplos: la Conn 36J Orchestra Grand Bass de la década de 1930, y el modelo actual Hirsbrunner HB-50 Grand Orchestral, que es una réplica de las grandes tubas York que posee la Orquesta Sinfónica de Chicago). Las tubas de gran orquesta se describen generalmente como tubas 6⁄4. Los instrumentos más pequeños pueden describirse como instrumentos 3⁄4. No existen normas para estas designaciones, y su uso depende de los fabricantes, que suelen utilizarlas para distinguir entre los instrumentos de su propia línea de productos. La designación del tamaño está relacionada con las ramas exteriores más grandes, y no con el diámetro de la tubería en las válvulas, aunque el diámetro se suele indicar en las especificaciones de los instrumentos. El sistema de cuartos tampoco está directamente relacionado con el tamaño de la campana, aunque suele haber una correlación. Las tubas 3⁄4 son comunes en las escuelas primarias americanas para ser usadas por jóvenes tubistas para quienes un instrumento de tamaño completo podría ser demasiado engorroso. Aunque son más pequeñas y ligeras, se afinan y afinan de forma idéntica a las tubas de tamaño normal del mismo tono, aunque suelen tener 3 válvulas en lugar de 4 o 5.

### Válvulas
Las tubas se fabrican con válvulas de pistón o rotativa. Las válvulas rotativas, inventadas por Joseph Riedl, se basan en un diseño incluido en las patentes de válvulas originales de Friedrich Blühmel y Heinrich Stölzel en 1818. Červeny de Graslitz fue el primero en utilizar verdaderas válvulas rotativas, a partir de la década de 1840 o 1850. Las válvulas de pistón modernas fueron desarrolladas por François Périnet para la familia de instrumentos de saxhorn promovida por Adolphe Sax por la misma época. Los pistones pueden estar orientados para apuntar a la parte superior del instrumento (acción superior, como se muestra en la figura de la parte superior del artículo) o hacia el frente del instrumento (acción frontal o acción lateral).
Las válvulas de pistón requieren más mantenimiento que las válvulas rotativas, ya que deben engrasarse con regularidad para que sigan funcionando libremente, mientras que las válvulas rotativas están selladas y rara vez requieren engrase. Las válvulas de pistón son fáciles de desmontar y volver a montar, mientras que el desmontaje y montaje de las válvulas rotativas es mucho más difícil y generalmente se deja en manos de personas cualificadas para la reparación de instrumentos.
Las tubas suelen tener de tres a seis válvulas, aunque existen algunas raras excepciones. Las tubas de tres válvulas suelen ser las menos caras y son utilizadas casi exclusivamente por los aficionados, y el sousaphone (una versión de marcha de una tuba BB♭) casi siempre tiene tres válvulas. Entre los jugadores avanzados, las tubas de cuatro y cinco válvulas son, con mucho, las opciones más comunes, siendo las tubas de seis válvulas relativamente raras, excepto entre las tubas F, que en su mayoría tienen cinco o seis válvulas.

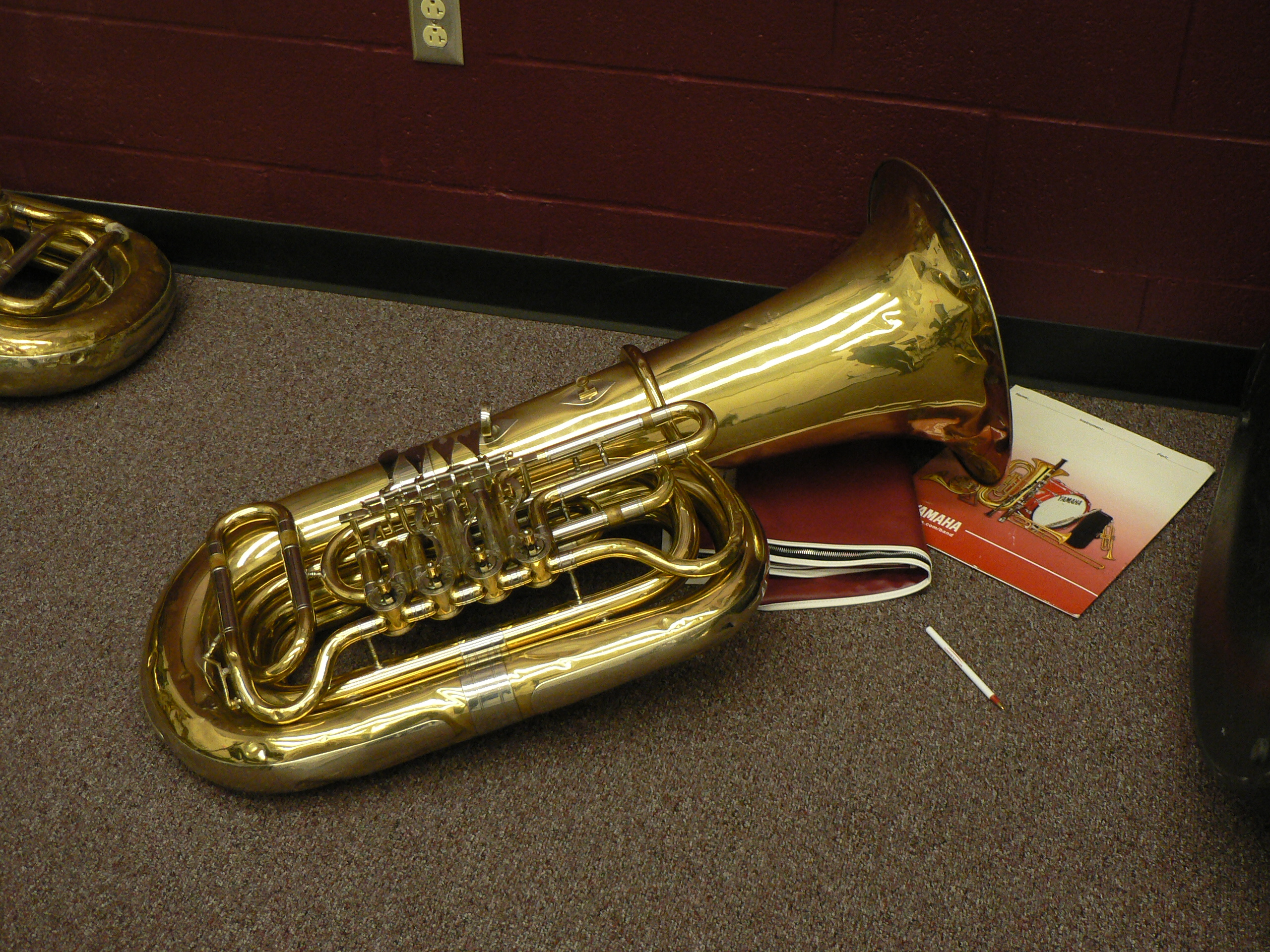
Tuba con cuatro válvulas rotativas

Las válvulas añaden tubería al tubo principal del instrumento, bajando así su tono fundamental. La primera válvula baja el tono un paso entero (dos semitonos), la segunda válvula un semitono y la tercera válvula tres semitonos. Si se utiliza en combinación, el tubo de la válvula es demasiado corto y el tono resultante tiende a ser agudo. Por ejemplo, una tuba BB♭ se convierte (en efecto) en una tuba A♭ cuando se presiona la primera válvula. La tercera válvula es lo suficientemente larga como para bajar el tono de una tuba BB♭ en tres semitonos, pero no es lo suficientemente larga como para bajar el tono de una tuba A♭ en tres semitonos. Por lo tanto, la primera y la tercera válvula utilizadas en combinación bajan el tono en algo poco menos de cinco semitonos, y las tres primeras válvulas utilizadas en combinación son casi un cuarto de tono sostenido.
La cuarta válvula se utiliza en lugar de las combinaciones de la primera y la tercera válvula, y la segunda y la cuarta utilizadas en combinación se utilizan en lugar de las tres primeras válvulas en combinación. La cuarta válvula puede afinarse para bajar el tono del tubo principal con precisión en cinco semitonos, y así su uso corrige el principal problema de las combinaciones demasiado agudas. Utilizando la cuarta válvula por sí misma en sustitución de la primera y tercera combinación, o la cuarta y segunda válvula en lugar de las combinaciones de la primera, segunda y tercera válvula, las notas que requieren estas digitaciones están más afinadas. La cuarta válvula utilizada en combinación con, y no en lugar de, las tres primeras válvulas rellena las notas que faltan en la octava inferior permitiendo al intérprete tocar cromáticamente hasta el tono fundamental del instrumento. Por la razón expuesta en el párrafo anterior, algunas de estas notas tienden a ser agudas y deben ser afinadas por el intérprete.
Las válvulas quinta y sexta, si están instaladas, se utilizan para proporcionar posibilidades de digitación alternativas para mejorar la entonación, y también se utilizan para llegar al registro bajo del instrumento donde todas las válvulas se utilizarán en combinación para llenar la primera octava entre el tono fundamental y la siguiente nota disponible en el tubo abierto. Las válvulas quinta y sexta también dan al músico la posibilidad de trinar más suavemente o de utilizar digitaciones alternativas para facilitar la ejecución. Este tipo de tuba es el que más se encuentra en orquestas y bandas de viento de todo el mundo.
La tuba baja en Fa está afinada una quinta por encima de la tuba BB♭ y una cuarta por encima de la tuba CC, por lo que necesita una longitud de tubo adicional más allá de la proporcionada por las cuatro válvulas para tocar con seguridad hasta un Fa grave como se requiere en gran parte de la música para tuba. La quinta válvula suele estar afinada en un paso entero de bemol, de modo que cuando se utiliza con la cuarta válvula, da un si bajo afinado. La sexta válvula se afina comúnmente como un medio paso plano, lo que permite a la tuba de Fa tocar el Sol bajo como 1-4-5-6 y el Sol bajo como 1-2-4-5-6. En las tubas CC con cinco válvulas, la quinta válvula puede afinarse como un paso entero bemol o como una tercera menor, dependiendo del instrumento.

### Válvulas compensadoras
Algunas tubas tienen un sistema de compensación para permitir una afinación precisa cuando se utilizan varias válvulas en combinación, simplificando la digitación y eliminando la necesidad de ajustar constantemente las posiciones de las correderas. El más popular de los sistemas de compensación automática fue inventado por Blaikley (Bevan, 1874) y fue patentado por Boosey (más tarde, Boosey and Hawkes, que también, más tarde, produjo instrumentos Besson). La patente del sistema limitó su aplicación fuera de Gran Bretaña, y hasta el día de hoy las tubas con válvulas compensadoras son principalmente populares en el Reino Unido y en los países del antiguo Imperio Británico. El diseño de Blaikley hace que, si se utiliza la cuarta válvula, el aire se devuelva a través de un segundo conjunto de ramas en las tres primeras válvulas para compensar la combinación de válvulas. Esto tiene la desventaja de hacer que el instrumento sea significativamente más "congestionado" o resistente al flujo de aire en comparación con una tuba no compensada. Esto se debe a la necesidad de que el aire pase dos veces por las válvulas. También hace que el instrumento sea más pesado. Pero muchos prefieren este enfoque a tener válvulas adicionales o a la manipulación de las correderas de afinación mientras se toca para lograr una mejor entonación dentro de un conjunto. La mayoría de los bombardinos modernos de grado profesional también cuentan ahora con válvulas de compensación al estilo Blaikley.

### Resonancia y falsos tonos
Algunas tubas tienen una resonancia fuerte y útil que no está en la serie armónica conocida. For example, most large B♭ tubas have a strong resonance at low E♭ (E♭1, 39 Hz), which is between the fundamental and the second harmonic (an octave higher than the fundamental). These alternative resonances are often known as false tones or privileged tones. Adding the six semitones provided by the three valves, these alternative resonances let the instrument play chromatically down to the fundamental of the open bugle (which is a 29 Hz B♭0). The addition of valves below that note can lower the instrument a further six semitones to a 20 Hz E0. Thus, even three-valved instruments with good alternative resonances can produce very low sounds in the hands of skilled players; instruments with four valves can play even lower. The lowest note in the widely known repertoire is a 16 Hz double-pedal C0 in the William Kraft piece Encounters II, which is often played using a timed flutter tongue rather than by buzzing the lips. The fundamental of this pitch borders on infrasound and its overtones define the pitch in the listener's ear.
La explicación más convincente de los falsos tonos es que la trompa actúa como un "tercio de tubo" en lugar de como un medio tubo. La campana sigue siendo un anti-nudo, pero entonces habría un nodo a un tercio de la vuelta a la boquilla.[¿Por qué?] De ser así, parece que la fundamental faltaría por completo, y sólo se inferiría de los sobretonos. Sin embargo, el nodo y el antinodo chocan en el mismo punto y anulan la fundamental.

### Materiales y acabado
La tuba se construye generalmente con latón, que puede estar sin terminar, lacado o electrochapado con níquel, oro o plata. El latón inacabado acaba por deslustrarse y, por tanto, debe ser periódicamente pulido para mantener su aspecto.

### Fabricantes
Hay muchos tipos de tubas que se fabrican en Europa, Estados Unidos y Asia. En Europa, los modelos predominantes que se utilizan profesionalmente son Meinl-Weston (Alemania) y Miraphone (Alemania). Entre las marcas asiáticas se encuentran la Yamaha Corporation (Japón) y Jupiter Instruments (Taiwán). Holton Instrument Company y King Musical Instruments son algunas de las marcas más conocidas de Estados Unidos.